# Припятский прогиб
Припятский прогиб — отрицательная тектоническая структура Восточно-Европейской платформы. Располагается на юго-востоке Беларуси в восточной части Полесья. Продолжается в северо-западном направлении на 280 км при ширине до 150 км.
Прогиб был сформирован  в неогеновый и палеогеновый период. Он заполнен мощной (до 6 км) толщей преимущественно осадочных пород различного геологического возраста. Из них основную часть составляют верхнедевонские отложения, которые включают мощные соленосные толщи.
В Припятском прогибе выявлены и эксплуатируются месторождения нефти, калийных и каменной солей, строительных материалов; есть залежи каменного и бурого угля, горючих сланцев, богатые ресурсы пресных, минеральных и термальных вод.